# لئون لوچو
لئون لوچو (کرواتی: Leon Lučev؛ زادهٔ ۱۹۷۰ (۵۴–۵۵ سال)) بازیگر اهل کرواسی است.
از فیلم‌ها یا برنامه‌های تلویزیونی که وی در آن نقش داشته‌است می‌توان به گرباویتسا، طوفان، چگونه جنگ در جزیره من آغاز شد، بیوک ریویرا، عفونت، دایره‌ها، و مردان گریه نمی‌کنند اشاره کرد.